# ГуРо (робот)
ГуРоо (GuRoo) је хуманоидни робот развијен Мобил Роботикс Лабораторији (Mobile Robotics Laboratory) у Школи за информационе технологије и електрични инжењеринг на Универзитету Квинсланд у Аустралији.

## Размере
- Висина: 1.2 метра
- Маса: 38 килограма